# Domstolsväsendet, Finland
Domstolsväsendet (finska: Tuomioistuinlaitos) är en organisation som utövar dömande makt i Finland enligt maktdelningsprincipen. Till domstolsväsendet hör domstolarna, Domstolsverket samt domarförslags- och domarutbildningsnämnderna.
Domstolarna är oberoende: de binds endast av gällande rätt. Ingen utomstående instans kan ingripa i deras avgöranden. Domstolarnas oberoende garanteras i Finlands grundlag.

## Domstolarna
Domstolarna indelas i allmänna domstolar, förvaltningsdomstolar och specialdomstolar. Allmänna domstolar är tingsrätterna och hovrätterna samt Högsta domstolen som högsta rättsinstans. Förvaltningsdomstolar är de regionala förvaltningsdomstolarna och Ålands förvaltningsdomstol samt som högsta rättsinstans Högsta förvaltningsdomstolen. Specialdomstolar är Marknadsdomstolen, Arbetsdomstolen och Försäkringsdomstolen.